# Söke
Söke (în limba greacă: Ανέων, Aneon ori Σώκια, Sokia) este un oraș și district din provincia Aydin din vestul Turciei, aproximativ 54 km sud-vest de orașul Aydın, pe malul Mării Egee. Orașul are o populație de 68.200 de locuitori (în anul 2010).

## Geografia
Districtul se întinde între țărmul Mării Egee și câmpia râului Büyük Menderes. Lacul Bafa se află în sudul districtului. Câmpia văii râului Büyük Menderes este una dintre cele mai mănoase regiuni agricole ale Turciei, importantă pentru cultura bumbacului, grâului și porumbului. Industria forestieră și pescuitul sunt alte ramuri importante ale economiei locale, pe lângă agricultură. În Söke se află singurii exportatori turci de melci comestibili.
Orașul Söke este plasat în centrul regiunii, fiind un important oraș comercial. Regiunea în care este plasat orașul are un climat plăcut și niște priveliști încântătoare. Deși stațiunile de pe malul mării precum Kușadası, Didim și Bodrum eclipsează Söke, totuși, orașul se bucură de beneficiile aduse de influxul de turiști, inclusiv de cei care vizitează anticul oraș Priene. Orașul Söke este un centru regional important comercial și de educație pentru zona rurală înconjurătoare. 

## Istoric
Orașul, fondat cu mai multe secole înainte de Hristos, a fost locuit de greci până în 1426, când a fost cucerit de turcii otomani. După această dată, a devenit capitala sanjakului Menteșe.
În timpul Războiului de Independență al Turciei (1919-1922), rezistența împotriva grecilor a fost condusă de Cafer Efe, erou local care a fost onorat prin ridicarea unui monument în centrul orașului. Orașul și-a schimbat dramatic compoziția etnică în timpul schimburilor de populație dintre Grecia și Turcia, de la sfârșitul războiului greco-turc din 1919 – 1922, când în Söke au fost colonizați emigranții turci din Creta.

### Populația
| Anul | Oraș   | Distict |
| ---- | ------ | ------- |
| 2010 | 68.020 | 115.133 |
| 2000 | 62.384 | 137.739 |
| 1997 | 62.361 | 125.282 |
| 1990 | 50.866 | 119.750 |

## Locuri de interes turistic
- Priene – ruinele orașului antic, aflate la aproximativ 15 km de Söke.